# Cheiron
Cheiron (Oudgrieks: Χείρων) of Chiron (Latijn) is een figuur uit de Griekse mythologie. Hij is een centaur, zoon van de oppertitaan Kronos en de oceanide Philyra. Cheiron werd in de oudheid algemeen als de 'goede centaur' beschouwd, die zich van de andere centauren onderscheidde door zich te ontwikkelen in het boogschieten en in de kennis van de muziek, de geneeskunde, geneesmiddelen en de kunst.
Zijn school bevond zich op de top van de Pilion. Cheiron was de grootvader van Peleus en beschermde hem tegen een aanval van vijandige centauren. Hij vertelde Peleus bovendien hoe die de liefde van Thetis kon winnen. Uit het huwelijk van Peleus en Thetis werd Achilles geboren.
Cheiron was beroemd om zijn kennis van de geneeskunde, die hij aan de god Asklepios doorgaf, en hij was een uitstekend beeldhouwer. Toen na de dood van zijn leerling Aktaion diens honden blaften en huilden van eenzaamheid, troostte de centaur hen door een beeld van hun meester te maken.
Hij was onsterfelijk maar toen hij door een giftige pijl van Herakles werd verwond, stond hij zijn onsterfelijkheid aan Prometheus af om van zijn pijnen verlost te worden. 

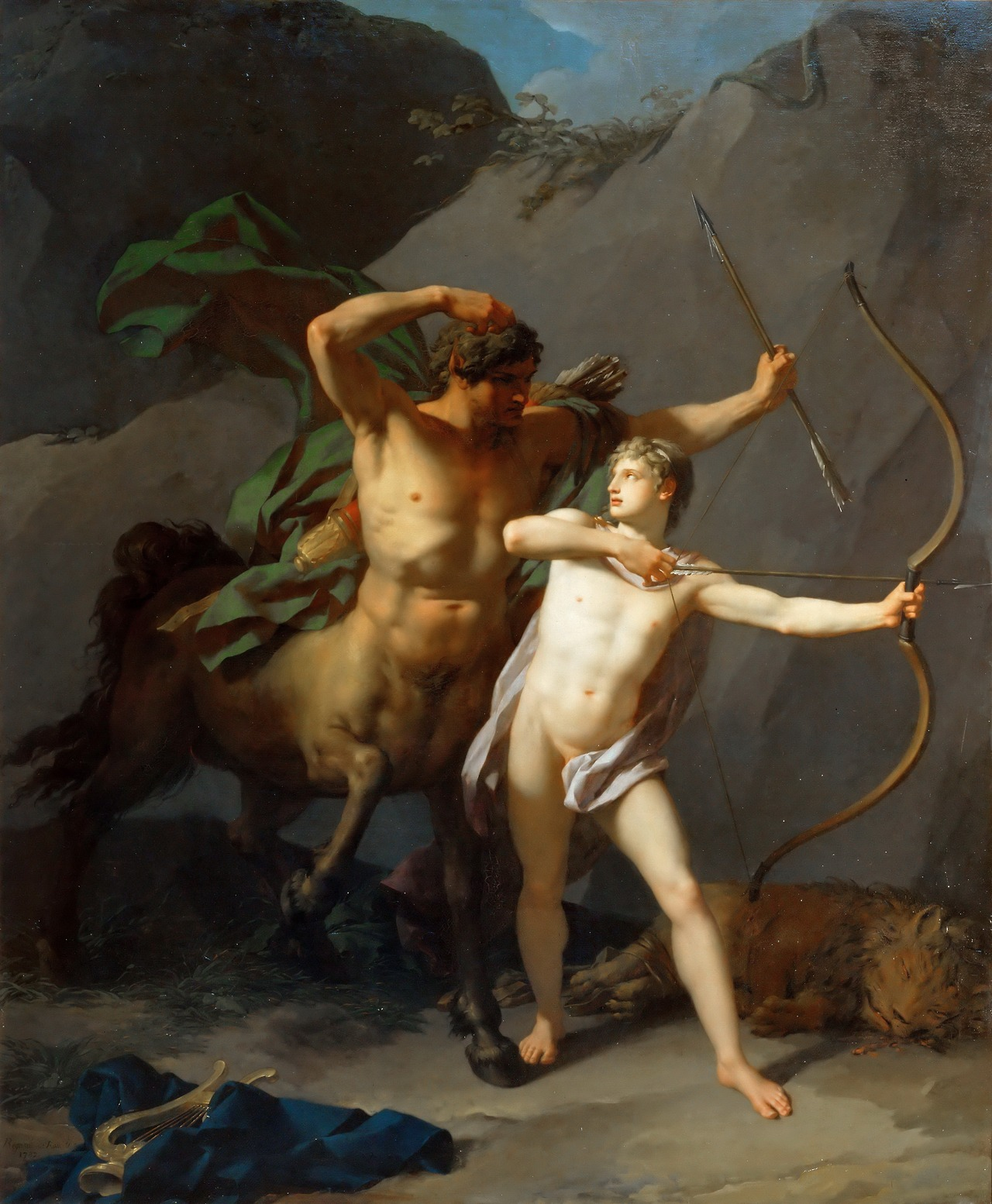
Achilles wordt door Cheiron opgeleid Jean-Baptiste Regnault, 1782 Louvre
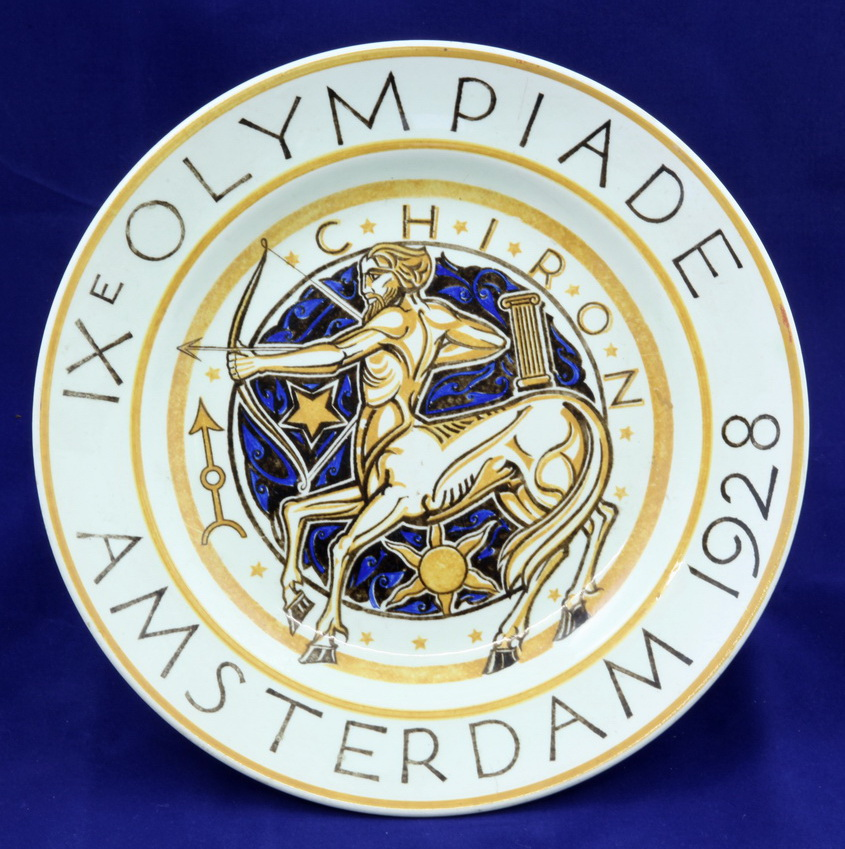
Chiron op een herinneringsbord voor Olympische Zomerspelen van 1928 W.J. Rozendaal, 1928 voor de Koninklijke Sphinx

## Trivia
- Cheiron symboliseert in de westerse astrologie de 'gewonde genezer'.
- Cheiron komt in verschillende boeken van Rick Riordan voor, zoals in De Bliksemdief, en in de films die daar naar zijn gemaakt.